# Guargom
Guargom of guaran is het hoofdbestanddeel van het voedingsadditief guarpitmeel. Het is een polysacharide (een galactomannaan) en wordt gewonnen uit de zaden van de guarplant.
In de levensmiddelenindustrie wordt het gebruikt als verdikkingsmiddel en als stabilisator. Het wordt veel toegepast om de structuur van consumptie-ijs te verbeteren, waarbij het tevens zorgt dat het ijs minder snel smelt. Ook aan zachte kazen en roomkaas wordt het toegevoegd. Guarpitmeel bestaat voor driekwart uit voedingsvezel. Daardoor kun je er voeding meer volume mee geven, het is een vulstof. Uit onderzoek van de Europese Unie blijkt dat guarpitmeel een positieve invloed heeft op de cholesterolspiegel.
Daarnaast wordt guargom ook gebruikt in de tabaksindustrie
Het is in de EU toegelaten als additief voor voedingsmiddelen met nummer E412.